# Tisserin à lunettes
Ploceus ocularis
Espèce
Statut de conservation UICN

 LC  : Préoccupation mineure
Le Tisserin à lunettes (Ploceus ocularis) est une espèce de passereaux de la famille des Ploceidae.

## Répartition
C'est oiseau vit de manière dissoute en Afrique subsaharienne (rare en Afrique de l'Ouest, en Afrique australe et à Madagascar).